# Lathyrus hallersteinii
Lathyrus hallersteinii là một loài thực vật có hoa trong họ Đậu. Loài này được Baumg. miêu tả khoa học đầu tiên.